# Henri de Lacretelle
Pour les autres membres de la famille, voir Famille de Lacretelle.
Henri de Lacretelle, né le 21 août 1815 à Paris 3e et mort le 17 février 1899 à Paris 9e, est un homme politique et homme de lettres français.

## Biographie
Lacretelle a commencé par écrire des romans et des recueils de poésie. Il a également abordé le théâtre, avec notamment, Fais ce que dois, drame en 3 actes, en vers, écrit en collaboration avec Adrien Decourcelle, et représenté à la Comédie-Française, le 17 septembre 1856. Il a en outre publié des études et des souvenirs sur Lamartine, son compatriote du Mâconnais, dont il avait été, en 1848, le secrétaire, et dont il est devenu l’ami fidèle. Lamartine, en retour, lui a insufflé, en dépit de ses origines familiales, ses idées politiques et l’a fait entrer en politique, ce dont il lui était éternellement reconnaissant.
Républicain, il est membre, en 1848, de la commission chargée d'administrer le département de Saône-et-Loire. Fidèle, toute sa vie durant, à ses convictions, il s’oppose au Second Empire. Lors des élections complémentaires du 2 juillet 1871, il est le 1er élu de la liste républicaine avec 78 242 voix pour 103 778 votants. Il sera, dès lors, constamment réélu à la députation jusqu'en 1898, dont il deviendra le doyen, s’occupant surtout des questions d’enseignement. Ainsi, c’est à lui que l’on doit d’avoir demandé, le premier, en 1871, l’instruction gratuite et obligatoire et déposé un projet de loi fort marqué en ce sens.
Siégeant à l'extrême gauche, il a voté, en 1875, les Lois constitutionnelles de 1875 instaurant la IIIe République en France. En 1877, il se montre l’un des plus résolus parmi les 303 députés à refuser leur confiance au gouvernement d’ordre moral de Broglie-Fourtou, issu de la crise du 16 mai 1877 opposant le président monarchiste de la République Mac Mahon, à la Chambre des députés à majorité républicaine. En 1885, il est à l'origine d'une loi sur la création d'asiles pour les nouveau-nés abandonnés.
Sa mort, six jours avant la tentative de coup d'État de Paul Déroulède, est, de ce fait, passée relativement inaperçue, alors que, de son vivant, il était célèbre pour la singulière habitude qu’il avait conservée, pendant ses trois décennies de mandat, à la Chambre : modèle d’assiduité, présent dès l’ouverture de la séance, il ne s’asseyait jamais. Il se promenait sans cesse dans l’hémicycle, censément parce que les médecins lui avaient ordonné la marche, allant des bancs de la droite à ceux de la gauche, conciliant ainsi son devoir de député avec l’hygiène recommandée pour sa santé, en dépit des huissiers découragés par son entêtement.
Fils de Charles de Lacretelle, neveu de Pierre Louis de Lacretelle, membres de l'Académie française, il était aussi le grand-père de Jacques de Lacretelle, également membre de l'Académie française.

## Œuvres
- La Poste aux chevaux, Paris, Achille Bourdilliat, 1861, 269 p., in-18 (lire en ligne sur Gallica).
- Les Nuits sans étoiles, Paris, Poulet-Malassis et de Broise, 1861, 312 p., in-18 (lire en ligne sur Gallica).
- Contes de la méridienne, Paris, Poulet-Malassis et de Broise, 1859, 299 p., in-18 (lire en ligne sur Gallica).
- Les Noces de Pierrette, Le Mans, Du Temple & Vialat, 1860, 60 p., Gr. in-8º (lire en ligne sur Gallica).
- Les Filles de Bohême, Paris, Édouard Dentu, 1876, 356 p., in-18 (lire en ligne sur Gallica).
- L’Amant malgré lui, Paris, Édouard Dentu, 1873, 455 p., in-18 (lire en ligne sur Gallica).
- Le Notaire de campagne, Paris, Serrière, 1867, 55 p., in-4º (lire en ligne sur Gallica).
- Nocturnes, Paris, P. Masgana, 1846, 288 p., in-18 (lire en ligne sur Gallica).
- Lamartine et ses amis : édition illustrée d’un portrait de Lamartine, Paris, Maurice Dreyfous, 1878, 307 p., in-18 (lire en ligne sur Gallica).
- Mentana : nouvelle, Paris, Bureaux du Siècle, 1878, 290 p., gr. in-8º (lire en ligne sur Gallica).
- Avant-scènes : Gabrielle d’Estrées ; les Saturnales ; Jean Huss, Paris, Gabriel Roux, 1854, xi-273 p., in-18 (lire en ligne sur Gallica).
- Monsignore, publié en feuilleton dans le National, 1880.
- Le Colonel Jean, 1866.
- Les Nuits sans étoiles, 1861.
- Les Quatre Vents, 1856.
- Sylphius.
- L’Ouvrier gentilhomme.
- Les Mouches sur le lion.

## Iconographie

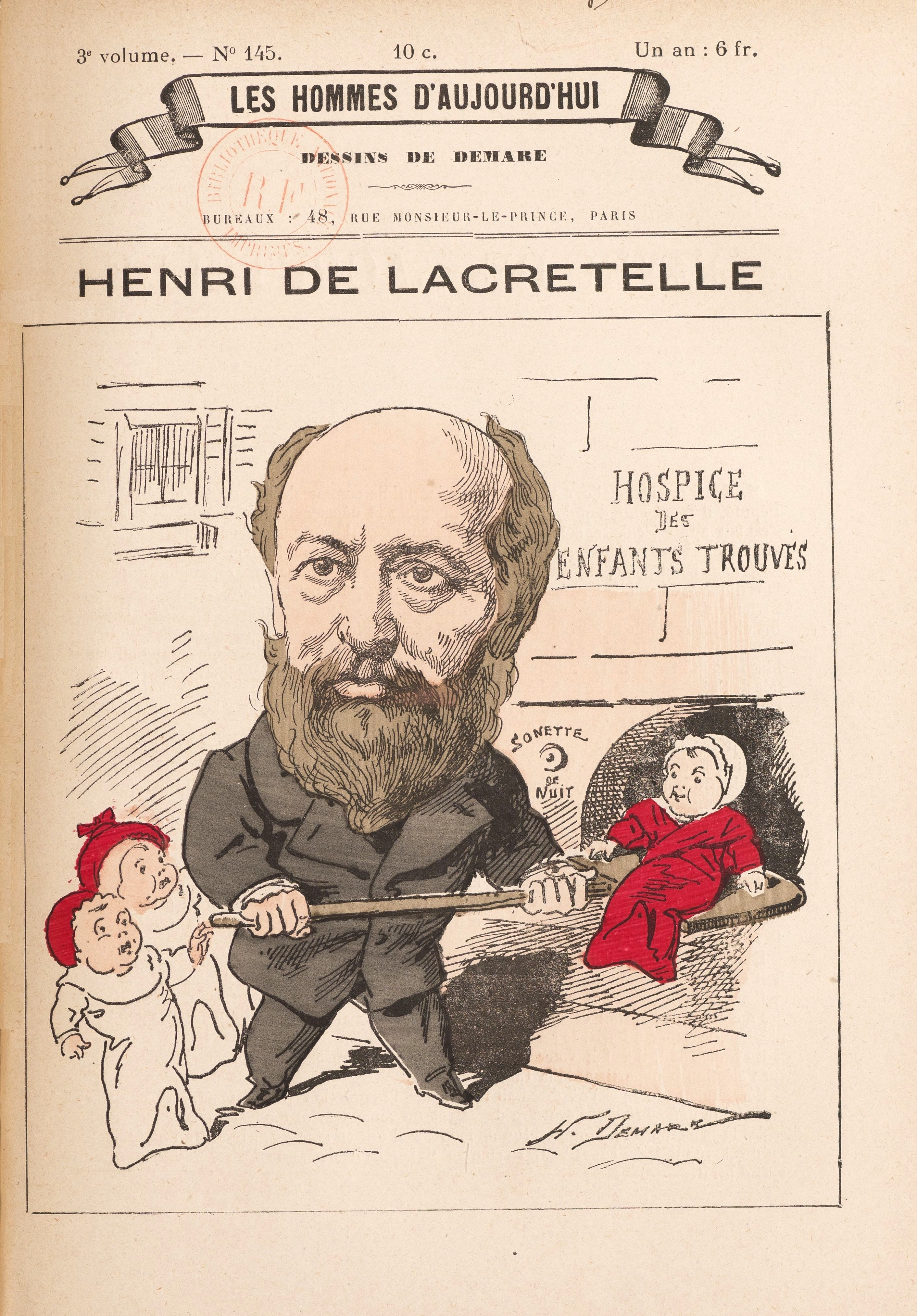
Lacretelle caricaturé par Henri Demare pour Les Hommes d'aujourd'hui no 145.